# Родословные записи Леонида Михайловича Савёлова
Родословные записи Леонида Михайловича Савёлова: опыт родословного словаря русского древнего дворянства — монография русского археографа, историка, архивиста, профессора генеалогии, учредителя и председателя Историко-родословного общества Л. М. Савёлова.
При написании монографии автор ставил перед собой задачу — дать, хотя бы слабую, картину дворянского рода, его происхождения, показать службу представителей рода, их земельные и поместные владения и т. п. Указания на службы и места земельных владений, как считал автор, помогут исследователям рода в архивных изысканиях, знание тех местностей, где род осел и служил, может облегчить историку рода в поисках в архивах и в этом отношении могут служить дополнением к выпущенное им Библиографическому указателю по родословию Российского дворянства, где указаны лишь печатные источники. В труде даётся много генеалогических таблиц. Дворянские роды, имеющие специальную научную литературу по роду и печатные родословия представлены очень кратко. Впервые Леониду Михайловичу удалось сделать ряд любопытных, но аналитически разобщённых наблюдений по родословию дворянских родов, происходивших из числа землевладельцев Новгорода Великого, ранее считавшимися «потерьками» для рода и поэтому всячески замалчивающимися представителями рода. В оборот введены множественные дворянские роды, не упомянутые в гербовниках и иных родословных документах. Подтверждаются или опровергаются выезды в Россию родоначальников, их происхождение. При разделении рода на несколько ветвей, указывается родоначальник и владение поместьями и вотчинами по уездам, пожалования, в том числе и от польских королей.
Материалом для составления научного труда, кроме печатных источников по родословию дворянских родов, служили выписи, сделанные автором в Московском архивном министерстве юстиции, московского дворянского депутатского собрания, Московском архиве министерства иностранных дел, просмотрены Портфели Миллера, бумаги Ивана Петровича Сахарова в Румянцевском музее, материалы губернских дворянских родословных книг, личных архивов дворян и многое другое.
Планировалось выпустить 12—15 книг, но в связи с падением интереса в условиях революционной ситуации (1905—1907) и последующих событий, было выпущено всего 3 издания (1906—1909), с указанием дворянских родов, начинающихся с букв А-Е включительно.
При написании монографии и используемых источников, Л.  М. Савёлов накопил и впоследствии дал подробную характеристику делопроизводственных материалов губернских дворянских депутатских собраний, в том числе и родословных книг. Он указал на их первостепенное значение для генеалогии позднего российского дворянства, на высокую степень их сохранности в архивах собраний и возможность использования делопроизводственных источников, как генеалогических. В то же время, Л. М. Савёловым была отмечена недостаточная степень достоверности дворянских родословных книг, вызванная небрежностью дворянских депутатов при их ведении, в результате чего отцы и дети оказывались записанными в разные части.
В данной работе Л. М. Савёлов привлекает внимание историков к ранее не использованным дворянским родовым и губернским архивам. Ценность таких архивов он видел в том, что «заключены материалы для истории быта, для истории внутренней, семейной жизни наших предков, заключена как бы душа, внутреннее „я“ былых деятелей нашей Родины, строивших и созидавших великую Россию».
Исследователи ставят «Родословные записи» Л. М. Савёлова в один ряд с известными работами: «Российская родословная книга» П. В. Долгорукова, «Русская родословная книга» А. Б. Лобанова-Ростовского, «Родословный сборник русских дворянских фамилий» В. В. Руммеля и В. В. Голубцова, «Потомство Рюрика» Г. А. Власьева, «Великие и удельные князья Северной Руси» A.B. Экземплярского.
Л. М. Савёлов писал, что если материалы его «Родословные записи», когда-нибудь послужат к написанию «Родословного Словаря», будут возбуждать интерес к своему прошлому, наталкивать на мысль заняться историей тех, которые дали жизнь и фамилию которых носишь — это будет наивысшей наградой и задачей, которую он исполнил.

## Критика
Первый выпуск монографии вызвал обстоятельный и лестный отзыв о работе в Журнале Министерства народного просвещения в статье историка, заведующего архивом Департамента герольдии Василия Егоровича Рудакова, который сделал ряд замечаний. В. Е. Рудаков называет работу «Родословным словарём», тогда как автор называет её «Родословными Записями», объясняя большой разницей в требованиях, что в «Родословном словаре» необходим охват всех дворянских родов, так как в «Родословных Записях» это желательно, но не обязательно. Е. В. Рудаков отмечает, что не были использованы материалы архива Департамента герольдии, монастырские и церковные архивы, что значительно повысило результат и качество работы, на что автор пишет, что работает один, не проживает в С-Петербурге и состояние его зрения не позволяют работать более 4-5 часов в сутки и в не состоянии поднять все архивы, на которое не хватило бы жизни многих людей. Е. В. Рудаков, признаёт, что поднять такой объём информации по дворянским родам одному невозможно и призывает нанять помощников, оставляя за собой лишь руководство, на которое у автора не было средств. Как критика были упоминания о пропуске некоторых дворянских родов, размещение и написание родов. Не отмечены роды, появившиеся в России после (1685), на что автор отсылает к названию книги, как работа о родах русского древнего дворянства. Самым существенным и единственным замечанием, с чем согласился автор, это отсутствие указания на источники, тут же в тексте, а не в конце книги в разделе «Источники» и обещал, исправить в дальнейших работах.
Автор в монографии не упоминает несколько сведений Колыванского (1540), Казанского (1544), Шведского (1549) и Полоцкого (1551) походов из родословника П. В. Долгорукова, в связи с тем, что считал данные разряды подложными.

## Список дворянских родов
| Представлен обзор дворянских родов |
| --- |
| Книга № 1. А — Б |
| Абабуровы (Обобуровы. Абакумовы (Обакумовы). Абарины (Обарины, Оборины, Обариновы). Абатуровы (Оботуровы). Абашевы (Обашевы). Абдучеушевы. Абердеевы (князья). Абловы (Обловы). Аблязовы (Облязовы, Облезовы). Аболешевы (Обалешевы, Оболешевы). Абрамовы (Обрамовы). Абреевы. Авдуловы (Овдуловы). Авдулины. Авдеевы (Овдеевы). Аверкишевы. Аверкеевы (Оверкеевы). Авиловы. Авиновы (Овиновы). Аврамовы. Аврамьевы. Автамоновы. Агалины (Огалины, Оголины). Аганины (князья). Агарковы (Огарковы). Агафидовы (Гафидовы). Агафоновы. Агдавлетьевы. Агинины. Агишевы. Агламазовы (Огламазовы). Агеевы. Адодуровы (Ододуровы). Адамовы. Адашевы. Азанчеевы. Азаровы (Озаровы). Аиповы. Аисины. Айбушевы. Айгустовы. Айдаровы (Ойдаровы). Айповы (князья). Айтемировы (Айтемиревы). Акатовы (Окатовы). Акбиревы. Акжеевы. Акинины. Акинфеевы. Акифновы (Окинфовы, Окинфеевы, Акинфеевы). Акишевы (Окишевы). Акмамыковы. Акрымовы. Аксаковы (Оксаковы). Аксёновы (Оксеновы). Аксентьевы (Оксентьевы, Авксентьевы). Аксентьевы-Мустельские. Аксиньины (Оксиньины). Аксютины. Акулинины (Окулинины). Акуловы (Окуловы). Акчурины (князья). Алабердеевы. Алабины (Олабины). Алабышевы (князья). Аладьины (Оладьины). Алайшевы. Алакаевы. Алалыкины (Алалыковы). Аланшевы. Алачевы (князья). Алашеевы. Албамсевы. Албашовы. Албековы. Албердовы. Алберт. Албертусы (князья). Албычевы (Албучевы). Алебабины. Алекины (Олекины). Александровы. Алексеевы. Аленкины (князья). Алерские. Алехановы (Олехановы). Алёхины (Олехины). Алехновы (Олехновы). Алешковы (Олешковы). Алешовы (Олешовы). Аликовы. Алисины. Алисовы (Алесовы, Олисовы, Олесовы). Алмазовы. Алсимовы. Алтабасовы. Алтунины (Олтунины). Алтуфьевы (Олтуфьевы). Алтухины. Алтуховы (Олтуховы). Алфёровы (Олферовы). Алферьевы (Олферьевы). Алферьевы-Безнины. Алфимовы (Олфимовы). Алыевы. Алымовы. Алышевы. Алеевы (Олеевы). Алябьевы (Олябьевы). Амаляковы. Амерхановы. Аминовы (Аминевы). Амиревы. Аммосовы (Амосовы, Омосовы). Ананские (Онанские). Ананьины (Онаньины). Анбарины. Ангеловы. Андогские (Андомские, Андожские - князья). Андреевы. Андреевы-Колотиловские. Андреевы-Полуехтовы. Андреяновы (Ондреяновы, Андриановы). Андросовы (Ондросовы). Андрюкины. Андрюковы. Андрюшковы-Волосатого. Анзбуковы (Анцбуковы). Аникеевы (Оникеевы, Оникеевы). Анисимовы (Онисимовы). Аничковы. Анкины. Анненковы. Аннины. Аносовы (Оносовы). Анохины (Онохины). Аношины. Ансимовы (Онсимовы). Ансуповы. Антипины (Онтипины). Антиповы (Онтиповы). Антоновы (Онтоновы). Антончиковы. Антоньевы (Онтоньевы). Анучины (Онучины). Анфилоговы (Анпилоговы, Онпилоговы). Анфимовы. Анцифоровы (Онцифоровы). Анчюровы. Аполикострицкие. Аполловы (Опалевы, Опаловы). Апраксины (Опраксины). Апраксины-Вердеревские. Апрелевы. Апсеитовы (Опсеитовы). Апухтины (Опухтины). Апушкины (Опушкины). Апыхтины (Опыхтины). Аракчеевы. Араповы. Араслановы. Арбеневы. Арбузовы. Арбеевы. Аргамаковы (Оргамаковы). Аргуновы (Оргуновы). Ардабеевы (Ордабеевы). Ардинцовы (Ардынцовы, Ордынцовы). Арефьевы. Арзубьевы (Арбузьевы). Аристовы. Армаметевы. Арнаутовы (Арноутовы, Орнаутовы). Арповы. Арсеновы (Орсеновы). Арсеньевы (Орсеньевы). Артаковы. Артёмовы (Ортемовы). Артемьевы. Артюховы. Архаровы. Арцыбашевы (Арцыбушевы, Арцыбышевы). Аршинские. Асаковы. Асановы (Осановы). Асекины. Астафьевы (Остафьевы). Асташевы. Астон (князья). Астраханцевы. Асеевы (Ассеевы, Осеевы). Атавановы. Атрепьевы. Афанасьевы (Офанасьевы). Афонасовы (Офонасовы). Афремовы (Офремовы). Афросимовы (Офросимовы). Ахатовы. Ахмаметьевы. Ахмаровы. Ахматовы (Охматовы). Ахмыловы (Охмыловы). Ахметевы (Охметьевы). Ахтимины. Ачкасовы (Очкасовы). Ашитковы (Ошитковы). Ашихминовы (Ашихмины, Ошихмины). Ашушкины (Ошушкины). Ащерины (Ощерины, Ащериновы). Ащерицыны. Бабаевы (Боваевы). Бабакины (Бобакины). Бабариновы (Бобариновы, Бобарины). Бабенковы. Бабины. Бабичевы (князья). Бабкины. Бабушкины. Бавыкины (Бовыкины). Багильдеевы (Байгильдеевы). Баграковы. Багрединовы. Багрецовы. Багримовы. Багринцевы (Багриновцевы). Баженовы. Базанины (Бозанины). Базаровы. Баздыревы. Базины. Базловы. Баишевы. Байбаковы. Байбиревы (Байбирины). Байгачевы. Байгашины. Байдиковы. Байдины. Байкачкаровы. (Бочкачкаровы). Байкашины. Байкины. Байкишевы (Бакашевы). Байковы (Бойковы). Байкуловы. Баймаковы. Баймышевы. Байсубины. Байтериковы. Байтериковы (князья). Байчуровы. Байшевы. Бакаевы. Бакины (Бокины). Баклановские. Бакмасовы. Бакунины. Бакшеевы (Бокшеевы). Балакиревы. Баландины. Балашовы (Болашовы). Балбековы. Балдины. Балкашины (Балакшины, Болкошины). Балкины. Балк. Баловневы. Бальдинтаишевы. Бальские. Банины. Барановы. Баранцовы. Баранчеевы. Баратынские. Барашевы (князья). Барашевы. Барбашины (князья). Бардины. Барибины (Барбыбины, Борибины). Баркаловы. Барковы (Борковы). Бармановы. Бармасовы (Бормосовы, Бормасовы). Бармины. Барнет. Барнешлевы (Барнышлевы). Барсеневы. Барсуковы. Бартеневы. Бартлемановы. Бартушевы. Барцевы (Борцевы). Барыковы (Борыковы, Бораковы). Барашниковы. Борятинские (князья). Басалтановы (Байсалтановы). Басаргины (Босаргины, Босоргины). Басенковы. Басины. Баскаковы. Баскатовы. Басмановы. Басовы. Бастановы. Батавановы. Баташевы. Батвиньевы. Батищевы. Батовы. Батурины. Батышевы. Батюшковы. Баутины. Бауш. Бахматовы. Бахметевы (Бахметовы, Бахмиотовы). Бахмуровы. Бахтеяровы. Бахтеяровы-Ростовские (князья). Бахтины. Бахтыгозины (Бахтогозины). Бахтеевы. Бачмановы. Бачурины. Башаркины. Башевы. Башенины. Башкатовы. Башкины. Башковские. Башкеевы. Башмаковы. Башневы. Башнины. Баюшевы (князья). Бегинины. Бедаревы. Беденековы. Бедринские. Бедрины. Бежины. Безверховы. Безгачевы. Безгины (Бизгины). Безготковы. Беззубцевы. Безковы. Безлепкины (Безлепковы). Безмеленские. Безнины. Безобразовы. Безопишевы (Безопишины). Безпутины. Безпятые (Безпятово, Безпятые). Безрученковы. Безсоновы. Безсоньевы. Безумовы. Безчестьевы (князья). Бейтон. Бекбулатовы. Бекетовы. Беклемишевы. Беклешовы. Бекорюковы. Бектышевы. Белавины. Белеутовы. Белых. Белютины. Берденевы. Бердяевы. Березины. Березниковы. Березовские. Березуйские (князья). Беретовы. Беречинские (Беретинские, Берещенские). Бермацкие. Бернацкие. Бернеры. Берновы. Берсеневы. Бершовы. Бесковские. Бестужевы и Бестужевы-Рюмины. Беседины. Беседнаго (Беседные). Бетелевы. Бетины. Бехтеевы. Бибиковы. Бибеевы (князья). Бигильдеевы (князья). Бигловы (князья). Бидеевы. Билибины. Билюковы (князья). Билдины. Бирдюкины-Зайцевы. Биревы. Биркины. Бирилевы (Бирюлевы). Бирюковы. Битяговские. Биевы. Биюровы. Благово. Блаженковы. Блеклые (Блекловы). Ближевские. Близнаковы. Блиновы. Бломберги. Блохины. Блудовы. Бледные (Бледново). Блязниковы. Бобарыкины. Бобошины. Бобоедовы. Бобрешовы. Бобриковы. Бобрищевы-Пушкины. Бобровские. Бобровы. Бобынины (Бабынины, Бобинины). Богатищевы. Богатые (Богатово). Богатырёвы. Богатьевы. Богдановичи. Богдановы. Богдановы (князья). Богданчиковы. Богословские. Богучаровы (Боучаровы). Боевы (Баевы). Боецкие. Божины. Бокеевы (Бакеевы). Боковы. Болашковы. Болвановы. Болдыревы. Болкуновы. Болобановы (Балабановы). Бологовские. Бологовы. Болотниковы. Болотовы. Болоцкие. Болтенковы. Болтинские. Болтины. Болховитиновы. Болховские (князья). Болховы. Болшевы (Большие, Болшовы, Большевы). Болычевы (Булычевы). Болюковы (князья). Борецкие. Бореши. Борзенковы. Борзецовы. Борзовы. Борзуновы. Борины (Бориновы). Борисовы. Борисовы-Бороздины. Боркины. Борноволоковы. Борняковы. Боровитиновы. Боровлёвы (Буровлёвы). Боровские. Бородавицыны (Бородовицыны). Бородавкины. Бородатые. Бородатые (князья). Бородины. Бородкины. Бороздины. Бортинские. Бортниковы. Боршевитиновы. Борщовы. Босины. Босово (Босые). Ботовы. Бохины. Бочаркины. Бочевниковы. Бочечкаровы. Бочины (Бачины). Бочкины. Бошины. Бояриновы (Бояринцовы). Боярские. Бояшевы. Брагины. Браговские. Бражниковы. Братцовы. Бредихины. Бредневы. Брежневы. Бренковы. Бренцовы. Бреховы. Брещинские. Бритвины. Бритые-Бычковы (князья). Бровкины. Бровковы. Бровцыны. Бронниковы. Бронские. Брусенцовы. Брусиловы. Брутковы (Брудковы). Брыковы. Брылкины. Брюхатово (Брюхатовы, Брюхатые). Брюхово-Морозовы. Брюховы. Брямины. Бряновы. Брянские. Брянцовы. Брянчаниновы. Бубновы. Буборкины (Буборковы). Бугайские. Будаевы. Будрины. Бужениновы. Бузанины. Бузовлёвы. Буйковы. Бузовы. Буйносовы. Буйносовы-Ростовские (князья). Букины. Буковские. Буковы. Бук. Буколовы. Буколтовы. Букреевы. Булавины. Булаевы. Буланины. Булановы. Булатниковы. Булатовы. Булгаковы. Булушевы (князья). Булыгины. Бунаковы. Бундины. Бундовы. Бунины. Бунковы. Бураго (Бурые). Бураково. Бурашевы. Бурдуковы (Бордаковы, Бордуковы). Бурковы. Бурлатьевы. Бурмины. Бурнаковы. Бурнашевы. Буруновы. Бурухины. Бурцевы. Бурчекеевы. Бутаковы. Бутеневы. Бутиковы (Бутикова). Буткеевы. Бутковские. Бутковы. Бутовы. Буторины. Бутримовы. Бутурлины. Бухарины. Бухаровы. Бухваловы. Бухвостовы. Бухонины. Бухоновы. Буцевы. Буцневы. Бушмановы. Бушмины. Бушневы. Бушуевы. Буш. Быкановы. Быкасовы. Быковичи. Быковские. Быковы. Быксеновы. Былины. Бырдины. Быскаковы. Бычковы. Бегичевы. Беглецовы. Бедняковы (Бетняковы). Бедовы. Белёвские (князья). Белевцовы. Белелюбские (Белолипские, Белолюбские, Белелипские). Беленихины. Беленицыны. Беленковы. Беликовы. Белкины. Белковы. Белоглазые-Лыковы (князья). Белозёровы. Белозерские (князья). Белокопытовы. Белокрыльцовы. Белосельские (князья). Белоузовы. Белоусовы. Белоцерковцовы (Белоцерковские). Белошапкины. Белугины. Белые (Белаго). Бельские. Бельские (князья Гедеминовичи). Бельские (князья Рюриковичи). Беляевы. Беляковы. Бешенцовы. Бюстовы (Бюст). |
| Книга № 2. В — Г |
| Вавиловы. Вагановы. Вагины. Вадбольские (князья). Вадковские. Вадовские. Вакуловы. Вакулины. Вакурины. Валгомские. Валмасовы. Валовы (Валоваго, Воловаго). Валуевы (Волуевы). Валцовы (Вальцовы, Волцовы, Вольцовы). Вальковы (Валковы). Валютины. Валяевы. Ванины. Ванюковы. Вараксины. Варахеевы (Ворохеевы). Варварины. Варгановы. Варгольские. Вареевы. Варламовы. Варлыгины. Варнавины. Варпаховские. Варсобины (Ворсобины). Варсонофьевы. Варфоломеевы. Варыпаевы (Ворыпаевы). Васаевы (Восаевы). Васенины. Василевские. Василевы. Василисовы. Василистины. Васильевы. Васильевы-Воробьёвы. Васильчиковы. Васильчины (Васильчинины). Васьковы (Васковы). Васьяновы. Васюнины. Васютинские. Васютины. Васятины. Ватазины. Ваталины (Ватолины, Вотолины). Ваторопины (Воторопины). Ватутины. Вахнеевы. Вахонины. Вахрамеевы (Вохромеевы). Вохровы (Вахровы). Вахтины. Вдовины. Вдюнины. Ведениковы. Веденяпины. Ведилины. Ведянины. Вездиновы. Везенины. Вейс. Векентьевы (Викентьевы). Великановы. Великие. Великогагины (князья). Великопермские. Великопермские (князья). Великопольские. Великосельские. Велины. Велицкие (князья). Величковы. Велковы (Вельковы). Велкомановы (князья). Вельшины. Вельяминовы. Вельяминовы-Зерновы. Вельяшевы (Вильяшевы). Вележевы. Венгерские. Венграсовы. Вендины. Веневитиновы. Венедиктовы. Венеричи. Вениаминовы. Венковы. Венюковы (Вениковы). Вепревы. Вепрейские. Вепринцевы. Вербовские. Вергуновы. Вердеревские. Вердужские. Верёвкины. Вереитиновы. Веренинские. Веретейские. Верещагины. Верещевские. Верещенские. Верзиловы. Веригины. Веродины. Верташевы. Вертиглазовы. Вертячие. Верховские. Верхоглядовы. Вершковы. Веряжские. Весёлого (Весёлые). Веселицыны (Висилицыны, Виселицыны). Весёлкины. Веселовские. Веснины. Ветохины. Ветошевы. Ветреные. Ветчинкины. Ветчищевы. Веховы. Вечаковские. Вечесловы (Вечеславлевы). Вешковы. Вешняковы. Взворыкины. Взимковы. Взметковы. Взметневы. Взовские. Видановы. Видутины. Виденьевы (Веденьевы, Виденевы). Вижевцовы. Виемские. Викулины. Вилинбаховы. Вилитовы. Вилишевские. Вилковы. Виниус (Вениус, Вениюсовы). Винковы (Виньковы). Винниковы. Виноградовы. Винокуровы. Винские. Винцегузины (Винценгузины, Винцегазины, Винцегарины). Вировские (Виробские, Вьюровские). Висковатые (Висковатовы). Висковицкие. Висленевы (Висленины). Вислоуховы. Вислые. Вистицкие. Вителевы. Витенковы. Витенские. Витничевы. Витовские. Витовтовы (Витофтовы). Витязевы (Витезевы). Вихровы. Вихторовы. Вицкие. Вишанские. Вишневецкие (князья). Вишневские. Владимировы (Володимеровы, Володимировы). Владиславлевы. Владыкины. Владычины (Владычены). Владычкины. Власовы. Власьевы. Влесковы (Влессковы). Внифантьевы. Внуковы. Вовчиковы. Воделевы. Водовы. Водолеевы. Водопьяновы. Водорацкие (Водоратские, Водорецкие). Водостоевы. Воеводины. Воеводские (Воевоцкие). Воейковы. Воецкие. Вожковы. Вожовы (Важовы). Возжинские. Возницыны. Воиновы. Воинские. Войлошниковы (Войлочниковы). Войнецкие (Войницкие). Войниковы. Войниловы. Войнины. Войницкие. Вокшерины (Вокщерины, Вокщирины). Вокшины. Волдовские. Волженкины. Волжецкие. Волжинские (Волженские, Волшинские, Волошинские). Волжины. Волкишины. Волковы. Волкоморовы (Волькоморовы). Волконские (князья). Волмановские. Волнины. Волняницыны (Волненицыны). Волобаевы (Волобоевы, Волобуевы). Вологжаниновы. Вологины. Володаевы. Володенины (Володенинские, Володинские). Володины (Вологдины). Володковы. Волокитины. Волометьевы. Воломские. Волосатые (Волосатово). Волоские. Волосные. Волосовы. Волосомоины. Волотины. Волоховы. Волохтаевы. Волоцкие (князья). Волоцкие (Волосские). Волошанины. Волошевичи (Волошовичи). Волошаниновы (Волошенины, Волошениновы). Волошинские. Волутины (Валутины). Волчковы. Волыгины. Волыновы. Волыкские. Волынцовы. Волычевы. Вольские. Вонлярлярские. Воншеровы. Ворковы. Ворлыгины. Воробины (Воробьины). Воробьевские (Вороблевские). Воробьёвы. Воровины. Воровы. Ворогушины. Вороженкины. Воронец. Воронкины. Воронковы. Вороновские (Варновские). Вороновы. Воронцовы. Воронцовы-Вельяминовы. Вороные. Воропановы (Воропоновы, Ворыпановы). Воротимесовы. Воротнёвы. Воротовы. Воротынские (князья). Воротынцевы. Ворошилины. Ворошиловы. Ворощины. Ворсины. Ворсопины. Ворыпаевы-Одинцовы. Восины. Воскобоевы. Востинские. Вострая Сабля (Востросаблины). Вотмоновы. Вотовские. Вотьяпольские. Воулины (Ваулины). Вохины. Вошкины. Вошютины-Козляниновы. Вощеницыны. Вощинины. Воятины. Вражские (Враские). Враловы. Вральниковы. Врангилевы. Враниковы. Всевлые. Всеволожские. Всесвятские. Всеславины. Всполоховы. Всячинины (Всячиновы). Второвы (Второво). Вунфовы. Веялицыны. Выговские. Вылузгины. Вымские (князья). Вындомские. Выповские. Выповы. Выпрегаевы. Вырениновы. Вырковы. Выродковы. Выродовы. Вырские. Вырубовы. Вырустаевы. Выскребенцовы. Высокаго. Высоцкие. Высочкины. Выставкины. Вытепские. Вытчиновы. Выходцевы. Вышеславские. Вышеславцевы. Выезжие. Вьюковы. Вьюговы. Вьюрковы. Ведялины (Ведилины). Вековы. Векошкины (князья). Вениковы. Венковы. Вестовы. Ветреные. Вязгуновы (Вазгуновы, Вазгоновы). Вяземские (князья). Вяземские. Вязкоритцкие. Вязмины (Вязьмины). Вязмитиновы. Вялковы. Вяловы. Вялцевы. Вянковы. Вясищевы. Вяткины. Вятчинины. Вятчаниновы. Габышевы. Гавердовские (Говердовские). Гавинские. Гавренёвы. Гавриловские. Гавриловы. Гаврины (Гагрины). Гавчины. Гавшины. Гагарины (князья). Гагарины (Гогарины). Гагаровы. Гагины. Газины. Газукины. Гайдуковы. Гайтуровы (Гайдуровы). Гайтыровы. Гаки. Галактионовы (Голоктионовы, Голокхтионовы). Галаховы (Голоховы). Галашевы. Галдыжные. Галилевы. Галкины. Гамовы. Гамолтовы (Гамонтовы, Гамонт, Гаментовы). Гановские. Гановы. Гантимуровы (князья). Ганцовские. Ганцовы (Гайносовы). Ганшины. Гарасимовы (Герасимовы). Гармановы. Гаронтьевы (Геронтьевы, Горонтьевы). Гаршины. Гатешины. Гафидовы (Агафидовы). Гашинины. Гашневские (Гошневские). Гаютины. Гвоздевы. Гвоздевы-Ростовские (князья). Гедиановы (Гидиановы. князья). Гедройцы (князья). Геевы. Геналеевы. Геняковы. Германовы. Герны. Гетлины. Гибаловы. Гигишкины (Гагишкины). Гилдеевы. Гилышевы (князья). Гильдеевы (князья). Гиневлёвы. Гиреевы. Гладкие (Гладковы, Глатковы, Глаткие). Гладышевы. Глазатые (Глазатовы). Глазовские. Глазовы. Глазоемцевы. Глазуновы. Глазьевы (Глазевы). Глинки. Глинские (князья). Глинские. Глотовы. Глопово (Глупые). Глухие (Глуховы). Глуховские. Глушковы. Глебовские. Глебовы. Глебовы и Глебовы-Шамины (князья). Глебоежевы. Глядковы (Глятковы). Глядовы. Глядящие. Гнездины. Гнидины. Гниломедовы (Гниламедовские). Гнильевские (Гнилевские). Гневашевы (Гневышевы). Гнездиловские (князья). Гнездиловы. Гнездины. Гнездовские. Гнездовы. Гобалины. Гобины. Говоровы. Говорухины. Говцовы. Годжеевы. Годзаловские. Годковы. Годовиковы. Голдобины. Годуновы. Годыревские. Гозины. Гоконовы. Голантеевы (Голахтеевы). Голастеевы. Голачовы. Голбины. Голевы. Голедицкие. Голеневы. Голенецкие (Голеневские). Голенины-Ростовские (князья). Голенищевы. Голенищевы-Кутузовы. Голенкины. Голенские (Голинские). Голецкие. Голибесовские. Голиковы. Голинские. Голицыны (Галицыны, Гаалицыны). Голицыны (князья). Голобоковы. Головановы. Головастые (Головастовы, Головастово). Головачёвы. Головины. Головкины. Головковы. Головленковы. Головнины. Головцыны. Голодецкие. Голодные (Голодновы). Гололобовы. Голоперовы. Голопятые (Голопятовы). Голосовы. Голостеновы. Голофеевы (Галафеевы). Голохвастовы. Голоцкие. Голочеловы. Голощаповы. Голтяевы. Голубины. Голубовские. Голубцовы. Голубые-Ростовские (князья). Голучины. Голчины. Голыгины (князья). Голынины. Голышкины. Гольные (Гольяны). Гольские (Гальские, Гольсково). Гольцовы. Голютины. Голяковы. Гомзяковы. Гонецкие. Гончаровы. Гоняковские. Горанские. Горбановы. Горбасовские. Горбатые (Горбатовы). Горбатые-Шуйские (князья). Горбачёвы. Горбиковы. Горбовцовы. Горбовы. Горбулины. Горбуновы. Гордан. Гордеевы (Гордиевы). Гореловы (Горелые). Горемыкины. Горенкины. Горенские (князья). Горестьевы. Горжбок-Столпины (Горжбовы-Столпины, Коржбок-Столпины). Горзины. Горины (Гарины). Горихвостовы. Горкины. Горлановы. Горлатые. Горлищевы. Горловы. Горнины. Горновы. Горностаевы. Горносталевы. Горняковские. Городецкие. Городецкие (князья). Городчиковы. Горожанкины. Горозновы. Горонковы. Горотины. Гороховы. Гороцкие. Горошковы. Горские. Горсткины. Горталовы. Горунины. Горчаковы. Горчаковы (князья). Горчины. Горшины. Горылевы. Горышкины. Горезины. Горющины. Горюшкины. Горяйновы. Горяйновы-Писаревы. Горянские. Горячевы. Гоские. Гостевы. Гостяевы. Готаевы (Готяевы). Готовцевы. Гофмановы. Гоцкие. Гоцуловы. Грабиловы. Граблевы. Грабленые (Грабленовы). Грабовские. Грабовы (Крабовы). Гравороновы. Граевские. Гражевские. Граковы. Грамаковы. Грамотины. Гранкины. Гранковские. Грановские. Грачёвы. Гребеневы. Гребёнкины. Гребенщиковы. Гревцовы. Грековкины. Грековы. Греметины (Греметчиковы). Грецовы (Гретцовы). Гречаниновы. Гречениновы. Гречинниковы. Грибакины. Грибановы. Грибовские. Грибоедовы. Грибцовы. Григорковы. Григоровы. Григорьевы. Гриденины. Гриденковы (Гридинковы). Гридины. Гридковы. Гридневы. Гридуновы. Гридчины (Гритчины). Гридюкины. Гридяевы. Гридякины. Гринёвы. Гринковы. Гробовниковы (Грабовниковы, Грабовниквы). Гробовские. Гробовы. Грозенские. Грозины. Грозновы (Грозные). Гросы (Грозы). Гротесы (Гротосы). Грохольские. Грошевы. Грудинины. Грудиновы. Грудцовы. Грудцыны. Груздевы. Груздовцовы. Груздовы. Грузинцовы. Грузинцы. Грузловы. Грузовы. Груневы. Грушевские. Грушецкие. Грызловы. Грезины. Грешниковы. Грядянины. Грязевы. Грязные (Грязновы, Грязново). Гряские. Губановы. Губаревы. Губасовы. Губастые (Губастовы). Губачевские. Губины. Губцовы. Гугвеневы. Гудовы. Гузаревы. Гузнищевы (Гунищевы). Гулаковы. Гулевские. Гулидовы. Гулиндины. Гулневы. Гуляевы. Гуляковы. Гуляницкие. Гундертмарки. Гундоровы (князья). Гунторовы (Гундоровы). Гургиевы. Гурины. Гурылевы. Гурьевы. Гуреевы. Гусевы. Гутенёвы. Гутовские. Гуторовские. Гуторовы. Гучевы. Гучеевы. Гущевы. Гущины. |
| Книга № 3. Д — Е |
| Дабонские. Давлекаевы (Давлекеевы, Девлекаевы). Давлечеровы (Девлечеровы князья). Давыдовы. Давыдовы (князья). Даевы. Дайчиновы. Далмановы. Далматовы. Далматовы-Карповы. Даневесткины. Даниловы. Даниловы-Домнины. Даниловы-Лешуковы. Даньшины. Даньяровы. Дардуновы (Дордуновы). Дарковские. Дарьины. Даудовы. Дауровы. Даурские. Дахины. Дашановы. Дашины. Дашкины (князья). Дашковы. Дашковы (князья). Дашковы-Кривопишины. Движковы (Двишковы). Дворетские (Дворецкие). Дворецкие (иноземцы). Дворины. Дворницыны. Дворяниновы. Дворянинцевы. Дворянкины. Дворяшины. Деберские (князья). Дебринские. Девеблевы. Девелтовские (Диолтовские). Девельяровы (Деветлиаровы, Деветьяровы князья). Девлаевы. Девлеевы. Девлегеровы (князья). Девлекамовы (Довлекамовы). Девлеткильдеевы (князья). Девлеткиндеевы. Девлеткозины. Девлетмаметевы. Девлетчуровы. Девлечаровы. Девлечевы. Девлякины. Девотчинкины. Девшины. Девятнины. Девятовы (Девятые). Деглины. Дедевшины. Дедевы. Деденевы. Деденковы. Дедеревы (Дедиревы, Дедюревы). Дедешины. Дедицкие. Дедевкины. Дедюлины. Дедюрневы. Дежнёвы. Дейдуть. Де-ля-Гарди. Демекеевы. Демениды. Деменковы. Дементьевы. Демеховские. Демеховы. Демешкины. Демидовы. Демины (Дёмины). Демские (Демсковы). Демьяновы. Денваровы. Денежнековы. Денины. Денисовичи. Денисовы. Денисьевы. Деншины. Дербышевы. Дергилевы (Дергилёвы). Деревецкие (Деревицкие). Деревковы. Деревлёвы. Деревнины. Деревские. Деревягины. Деревяжкины (Деревяшкины). Деремины. Деремонтовы (Доримонтовы). Дереневские. Дерехачовы. Державины. Державские. Дериглазовы. Дерлевы (Дерловы). Дермлюговы. Дерновичи. Дерновы. Дерюгины. Дерюжины. Дерюжкины (Дерюшкины). Дерябины. Десницыны (Десничниковы). Десятовы (Десятые, Десятово). Детковские (Дедковские). Дехановы. Дехловы. Дехтяровы (Дехтеревы). Дешины. Дешковские. Дешковы. Джансюеровы (князья). Дзенгилевские. Дивины. Дивовы. Дивеевы (князья). Дигильбовы. Дидяковы. Дидятевы. Диковы. Дилказины. Дильевы. Динбулатовы. Дириковы. Дирины. Дитятевы. Дитятковы. Дичковы. Дмитриевы и Дмитриевы-Мамоновы. Дмитриевы. Дмитровы. Доморацкие. Дмоховские. Домрачевы. Добриковы. Добровские. Добровы. Доброгожские (Доброгощские). Добродеевы. Доброродновы. Добрынинские. Добрынины. Добрынские. Добрышины. Доводчиковы (Довотчиковы). Догановские. Дозоровы. Дойниковичи (Дойниковы). Дойниковы. Докмаевы. Докудовские. Докукины. Докучаевы. Долбилины. Долбиловы. Долбыри. Долгинские. Долговы (Долгие). Долгово-Сабуровы. Долгоруковы. Долгоруковы (князья). Долгушины. Долеткозины (князья). Долженковы. Должиковы. Должинские. Должыцкие. Долмановы. Доломановы. Долоховы. Домажировы (Доможировы). Домановы. Домантовы. Домаскины. Домачневы. Домачние (Домачные, Домашнины, Домашневы). Домниковы. Домнины. Домовские. Домогацкие. Домонины. Домоховские. Домрачевы. Домрачеевы (Дамрачеевы). Домысленцовы. Дониткузины (князья). Донковские. Доновы. Донские. Донцы (Донец). Доншины. Дорагонские. Дордуновы (Дардуновы). Доринские. Доровские. Дорогины. Дорогинины. Дорогобужские (князья). Дороговы (Дорогие). Дорогунские. Дорожиловы. Доронины. Дорофеевы. Дорохины. Дорошенко. Дорошины. Доренские. Досадины. Досаевы. Доскины. Доспешниковы. Дохтуровы. Дочьмановы. Драговы. Дракины. Драниковы. Драчёвы (Дрочевы). Дрёмины. Дрёмовы. Дробышевские. Дробышевы. Дровнины. Дрогуновы. Дрожжины (Дрозжины, Дрождины). Дроздовские. Дроздовы. Дромовы. Дромонты (Дроманты). Дроневы. Другие. Друговы. Дружинины. Друковцы. Друкорты. Друцкие (князья). Друцкие-Соколинские (князья). Друцкие-Соколинские-Гурко-Ромейко (князья). Друцкие-Любецкие. Дрынковы. Дряновы. Дряхловы. Дубакины. Дубасовы. Дубенкины. Дубенские. Дубинины. Дубинские. Дубины. Дубицкие. Дубковы. Дубневы. Дубовицкие. Дубовские. Дуботолкины. Дубровины. Дубровитцкие. Дубровские. Дубцовы. Дувановы. Дугины. Дудинские. Дудины. Дудоладовы. Дудоровы. Дукаревы (Дюкаревы). Дукшта. Дулатовы. Дулины. Дуличкины. Дуловы. Дуловы (князья). Думашевы. Думовы. Дунаевы. Дуниловы. Дунины. Дураковы. Дурасовы. Дурденевы. Дурдины. Дурисовы. Дурневы. Дурносовы. Дурново (Дурные). Дурносоновы. Дурнышевы. Дуровы. Дурыбины. Дурышкины. Дутовы (Дутые). Дутиковы. Духанины. Душильцевичи. Душицкие. Дылевы. Дылекины. Дымковы. Дымново. Дымовы. Дынбецкие. Дыхайловы. Дьяковские. Дьяковы. Дьяконовы. Девочкины. Деденевы. Дедковы (Детковы). Дедовы. Дедышевы. Деевы. Деевы (князья). Денины. Дюкины. Дюмины. Дюнины. Дюрбеневы. Дюткины. Дябринские (Добрынские князья). Дягилевы. Дядины. Дядкины (Дядькины, Дяткины). Дятковы (Дятьковы). Дятловские. Дятловы. Ебоуловы. Евгастаевы. Евдокимовы (Овдокимовы). Еверлаковы (Эверлаковы). Евламповы. Евлаховы. Евлашевы. Евлашковы. Евреевы. Евреенины (Ереины). Евреиновы. Евружениновы (Еврюжениновы). Евсевьевы. Евские. Евстафьевы. Евсеевы. Евсюковы. Евтифеевы. Евтихеевы. Егановы. Еглины. Егнутьевы. Егоновы. Егонские. Егордовы. Егорновы. Егоровы. Егосовы. Егуновы. Егуповы-Черкасские (князья). Егурновы. Едевлетевы (Девлетевы). Едегины. Еделевы (князья). Едемские (Едомские). Едешевы. Едигеровы. Едигеевы. Единарховы. Ежевские. Ежовы. Езловские. Езовские. Езоповы. Екинеевы (князья). Екотовы (Экотовы, Якутовы). Екубашевы. Екшуновы. Елагины. Елагузины. Елаевы. Елановы. Елбаевы. Елбондины. Елбузины. Елгозины. Елдашевы. Елдегины. Елдезины. Елдишевы. Еленовы. Елецкие (князья). Елизаровы. Елизаровы-Гусевы. Елизарчиковы. Елизарьевы. Елинские. Елинские (князья). Елины. Елисафьины. Елисеевы. Елистратовы. Ёлкины. Елковы. Еллыевы. Елмазовы. Елмановы. Елмановы-Огарёвы. Елмисевы. Еловские. Елоповы. Елоушевы (Елушевы). Елеубины. Елеуевы. Елтуновы. Елчаниновы (Ельчаниновы). Елчины. Елчуковы (Ельчуковы). Елшины. Елыковы. Ельковы. Ельмановы. Ельянские. Ельмаметевы. Елютины. Еляковы. Емаевы. Емалеевы. Ематовы. Ембаевы. Елдыковы. Емельяновы. Еменские. Емецкие. Емешевы. Енадаловы. Енадаровы (Енодаровы князья). Енаевы. Еналеевы. Еналеевы-Шугуровы (князья). Енашевы. Енбаревы (князья). Енбарсовы (князья)]. Етбулаевы. Енбулатовы. Енбутины. Енбухтеевы. Енгадеевы. Енгалычевы (князья). Енгильдины. Енгильдеевы (князья). Енголучевы. Ендогуровы (Ендауровы, Ендоуровы, Эндауровы, Яндоуровы). Ендровские. Еникеевы (князья). Енины. Енковы (Еньковы). Енкуватовы (Енкудатовы, Янкуватовы). Енодаровы (князья). Енские. Ентомеметевы. Енчуваровы. Еншовы. Еншуковы. Енышевы. Енютины. Епанчины. Епимаховы. Епимьевы. Епифановы. Епихины. Епишевы. Епишковы. Ерастовы. Ергаковы. Ергольские. Ергонские. Ерденовские. Ерёмины. Еремеевы. Еренины. Ерины. Ерлыгаевы. Ерлыковы (Ярлыковы). Ермаковы. Ермолаевы. Ермолины. Ермолинские. Ермоловы. Ерные. Еровы. Еропкины. Ерофеевы. Ерохины. Ероховы. Ерошкины. Ерпылевы. Ертуслановы. Еругины. Ершевские (Ершовские). Ершовы. Ерыгины. Ерые. Ерышкины. Есаковы. Есауловы (Ясауловы). Есекеевы. Есеневы (Есеньевы). Есингельдеевы. Есины. Есиповы. Ескины (Еськины). Есковы (Еськовы). Есеневские. Есюковы. Есяковы. Есянковы. Еустратовы. Ефаевы (князья). Ефановы. Ефимовы. Ефимоновы. Ефимьевы (Евфимьевы). Ефремовы. Ефреевы. Ехидновы (Ехидовы). Ехимащевы. Ешины. Ешкаевы. |